# Хайнсалу, Лехте Эльмаровна
Лехте Хайнсалу (эст. Lehte Hainsalu; род. 31 октября 1938, Хааслава, Тартумаа) — эстонская писательница и политик.
Является одним из представителей эстонской общественности, подписавших т. н. «Письмо 40». Она принадлежит к «Клубу 20 августа», который объединил депутатов Верховного Совета Эстонской Республики 20 августа 1991 года в принятии решения о восстановлении независимости Эстонской Республики. Почётный гражданин Тарту.

## Биография
Родилась 31 октября 1938 года в муниципалитете Хааслава, Тартуский уезд.
В 1956 году окончила Тартускую среднюю школу № 2, а в 1961 году — факультет истории и изучения языка в Тартуском государственном университете по эстонской филологии. С 1958 года является членом Союза писателей Эстонии.
В эпоху Эстонской ССР Лехте Хайнсалу работала в газете «Эдаси», позже она работала на Тартуском машиностроительном заводе и преподавала свой родной язык в нескольких школах Тарту. Также в течение восьми лет она работала в ETV Tartu и являлась автором сценария нескольких сериалов (например, «Lapsesuu»).
В 1980 году оказалась среди подписантов «Письма сорока».
С 1981 по 1990 год возглавляла Тартуское отделение Союза писателей Эстонии . В 1993—2003 преподавала стилистику в Духовной академии в Тарту.
Опубликовала множество сборников стихов, романов и детских книг и получила многочисленные литературные призы.

## Политическая деятельность
К 1980 году Лехте Хайнсалу написала более 40 книг и сборников стихов, кроме того с 1990 по 1992 год была членом Верховного совета Эстонской Республики, председателем Комитета по социальным вопросам, а также заместителем председателя Фонда прав граждан Конституционного собрания. Лехте Хайнсалу была среди 69 членов Верховного совета Эстонской Республики, которые 20 августа 1991 года проголосовали за Решение о национальной независимости Эстонии.

## Сборники стихов
- 1957 «Блошиный цветок»
- 1960 «Цветочные маяки»
- 1966 «Рожь в голове»
- 1972 «Изнутри»
- 1973 «Время в песчаной буре» (сонеты)
- 1974 «Подземные воды» (баллады)
- 1980 «Единственная ночь» (сборник)
- 1986 «Приходите посмотреть на железную луну»
- 1989 «Taped Party» (песни)
- 1994 «Длинный Герман»
- 2003 «Дети, летающие на ветру», избранные стихи (в том числе неопубликованные стихи)
- 2008 «Будущее прошлого» (стихи, основанные на Ветхом Завете)
- 2008 «Пение» (сборник)
- 2009 Максимини
- 2011 «Свадьбы или свободы Прийи». Документальная баллада . (Восстановление национальной независимости Эстонии). — Творчество 2011, 8, с.
- 2013 «Без внимания»
- 2014 «Мир закончился»
- 2016 «Официант», «Вечер»,

## Детские книги
- 1971 «Когда я один»
- 1972, 1990 «10 тортов»
- 1973 «Большой брат Мати и Маленькая сестра Кати»
- 1974 «Аннед и Марс»
- 1984 «Ребенок хочет разогнать класс»
- 1992 «Тщеславие»
- 1994 «Вы ещё боитесь жабы?»
- 1994 «Пиккурилли»
- 1995 «Винный завод»
- 1997 «Из уст в уста»
- 1997 «Jette»
- 1998 «Пимми»
- 1999 «Семь шляп»
- 2003 «Школа — это двоеточие»
- 2003 «Саншайн»
- 2003 «Маленький гигант»
- 2005 «Леммико, старший сын»
- 2004—2006 учебник для детских садов и начальных классов «Я сам» (12 книг + карточная игра «Jonnakas Jott»)
- 2007 «Мастер Великого Шва»
- 2007 «Слепой охранник»
- 2008 «Маленький белый»
- 2008 «Dogfight»
- 2009 «Играть во что-то»
- 2011 «Вызов»
- 2011 «Одиннадцать к одному» (сборник книг, посвященных внукам)
- 2015 «Три леопарда»
- 2016 «Три тысячи мехов и смелых»

## Премии и награды
- 1981 — Награда журнала «Looming»
- 1983 — Литературная премия им. Эдуарда Вильде
- 1985 — Награда журнала «Looming»
- 1987 — Награда Ф. Тугласа Новелла
- 1992 — Поэтическая премия К. Э. Соуди
- 1996 — Конкурс романа Эстонии, второй приз
- 1998 — Литературный приз им. Эдуарда Вильде
- 2000 — Премия 3-го Эстонского национального конкурса.
- 2001 — Орден Белой звезды 5-й степени[4]
- 2002 — Орден Государственного герба IV класса[5]
- 2006 — Орден Государственного герба III класса[6]
- 2012 — Почётный гражданин Тарту
- 2012 — Великий Сочельник BG Forselius Society
- 2015 — Почётный опекун Общества Ванемуйне